# Орляки (род)
Орляки  (лат. Myliobatis) — род скатов отряда хвостоколообразных. Название происходит от слов др.-греч. μύλος — «дробилка», «мельница» и лат. batis — «скат». Обитают во всех субтропических водах за исключением центральной части Тихого океана. 

## Биология
Размножение происходит путём яйцеживорождения. Беременность длится около 6 месяцев. В помёте 4—7 новорождённых. 

## Описание
Грудные плавники этих скатов имеют форму «крыльев» и срастаются с головой, образуя ромбовидный диск, ширина которого превышает длину. Широкая голова выступает за края диска. Имеется один спинной плавник. Характерная форма плоского рыла, образованного сросшимися передними краями грудных плавников, напоминает утиный нос. Тонкий хвост по длине примерно равен диску. На хвосте присутствует 1—2 ядовитых шипа. Хвостовой плавник отсутствует. Позади глаз находятся брызгальца. На вентральной стороне диска расположены ноздри, рот и 5 пар жаберных щелей. Зубы образуют плоскую трущую поверхность, состоящую из 7 рядов пластин. Боковые пластины приспособлены для дробления раковин моллюсков и панцирей ракообразных, которые наряду с мелкими костистыми рыбами составляют основу рациона орляков. Максимальная длина этих скатов достигает 150 см.

## Классификация
К роду в настоящее время относят существующих 12 видов:
- Myliobatis aquila (Linnaeus, 1758) — Обыкновенный скат-орляк, или обыкновенный морской орёл
- Myliobatis australis Macleay, W. J., 1881 — Австралийский орляк
- Myliobatis californica T. N. Gill, 1865 — Калифорнийский орляк
- Myliobatis chilensis Philippi {Krumweide}, 1892
- Myliobatis freminvillii Lesueur, 1824 — Восточноамериканский орляк
- Myliobatis goodei Garman, 1885
- Myliobatis hamlyni J. D. Ogilby, 1911
- Myliobatis longirostris Shelton P. Applegate & John Edgar Fitch, 1964
- Myliobatis peruvianus Garman, 1913 — Перуанский орляк
- Myliobatis ridens Ruocco, Lucifora, Díaz de Astarloa, Mabragaña & Delpiani, 2012
- Myliobatis tenuicaudatus Hector, 1877
- Myliobatis tobijei Bleeker, 1854

И 16 вымерших:
- † Myliobatis dixoni Agassiz, 1843
- † Myliobatis fastigiatus Leidy, 1876
- † Myliobatis faujasi Agassiz, 1843
- † Myliobatis frangens Eastman, 1904
- † Myliobatis gigas Cope, 1868
- † Myliobatis holmesii Gibbes, 1849
- † Myliobatis intermedius Dartevelle & Casier, 1943
- † Myliobatis jugosus Leidy, 1876
- † Myliobatis magister Leidy, 1876
- † Myliobatis nzadinensis Dartevelle & Casier, 1943
- † Myliobatis oligocaena Leriche, 1910
- † Myliobatis pachyodon Cope, 1868
- † Myliobatis raouxi Arambourg, 1952
- † Myliobatis striatus Agassiz, 1843
- † Myliobatis sulcidens Dartevelle & Casier, 1943
- † Myliobatis vicomicanus Cope, 1868

Вымершие виды орляков жили с мелового по четвертичный период (70,6—0,012 миллионов лет назад). Окаменелости этих рыб находят по всему миру.

## Галерея
- Обыкновенный скат-орляк
- Австралийский орляк
- Калифорнийский орляк
- Восточноамериканский орляк
- Myliobatis tenuicaudatus
- Myliobatis tobijei